# Prunus hainanensis
Prunus hainanensis är en rosväxtart som först beskrevs av G.A.Fu och Y.S.Lin, och fick sitt nu gällande namn av H.Yu, N.H.Xia och H.G.Ye. Prunus hainanensis ingår i släktet prunusar, och familjen rosväxter. Inga underarter finns listade i Catalogue of Life.